# Малая Шабанка
Малая Шабанка — река в России, протекает в Малмыжском районе Кировской области. Устье реки находится в 11 км по левому берегу реки Шабанка. Длина реки составляет 20 км.
Исток реки в лесах близ границы с Удмуртией в 17 км к юго-востоку от села Константиновка. Река течёт на юго-запад, протекает деревни Курлово, Новый Буртек и Малая Шабанка (Каксинвайское сельское поселение). Впадает в Шабанку у нежилой деревни Носок ниже деревни Большой Сатнур.

## Данные водного реестра
По данным государственного водного реестра России относится к Камскому бассейновому округу, водохозяйственный участок реки — Вятка от водомерного поста посёлка городского типа Аркуль до города Вятские Поляны, речной подбассейн реки — Вятка. Речной бассейн реки — Кама.
По данным геоинформационной системы водохозяйственного районирования территории РФ, подготовленной Федеральным агентством водных ресурсов:
- Код водного объекта в государственном водном реестре — 10010300512111100040241
- Код по гидрологической изученности (ГИ) — 111104024
- Код бассейна — 10.01.03.005
- Номер тома по ГИ — 11
- Выпуск по ГИ — 1